# Red Planet
Red Planet (que se traduce como planeta rojo, referido a Marte) es un sello independiente de detroit techno, íntimamente ligado a Underground Resistance y distribuido por Submerge.
Fue creado en 1992 por Mike Banks, y puede ser considerado como la obra más personal del productor estadounidense. La serie está compuesta por 13 referencias que comparten una inspiración común relacionada con el techno más militante y una estética escapista, que mira hacia el espacio exterior (Mike Banks publlica aquí bajo su aka The Martian, el marciano)  y también al pasado indígena norteamericano. Todo ello se traduce tanto en los títulos de las canciones como en el arte visual de la colección obra de Abdul Qadim Haqq, ilustrador habitual de Underground Resistance.
Además de Mike Banks, en Red Planet han publicado también Drexciya, Juan Atkins, Eddie Fowlkes o Suburban Knight.

## Discografía
- RP-1 - The Martian - Meet The Red Planet (12")
- RP-2 - The Martian - Cosmic Movement / Star Dancer (12")
- RP-3 - The Martian - Sex In Zero Gravity (12", avec Eddie Fowlkes)
- RP-4 - The Martian - Journey To The Martian Polar Cap (12", avec Model 500)
- RP-5 - The Martian - The Long Winter Of Mars (2x12", avec Drexciya)
- RP-6 - The Martian - Ghostdancer (2x12", avec The Suburban Knight)
- RP-7 - The Martian - Firekeeper / Vortexual Conceptions (12", avec Octave One)
- RP-8 - The Martian - Particle Shower / The Voice Of Grandmother (12")
- RP-9 - Martian 044 - Prayer Stick (12")
- RP-10 - The Martian - LBH-6251876 (CD)
- RP-11 - The Martian - Revenge Of The Wolf (12")
- RP-12 - The Martian - Pipecarrier EP (12")
- RP-13 - The Martian - The Last Stand / Sunchaser (12")
- RP7-12 - The Martian - Tobacco Ties / Spacewalker (7")
- RP7-13 - The Martian - The Last Stand EP (7")